# Psalmopoeus reduncus
Psalmopoeus reduncus là một loài nhện trong họ Theraphosidae.
Loài này thuộc chi Psalmopoeus. Psalmopoeus reduncus được Ferdinand Karsch miêu tả năm 1880.

## Hình ảnh

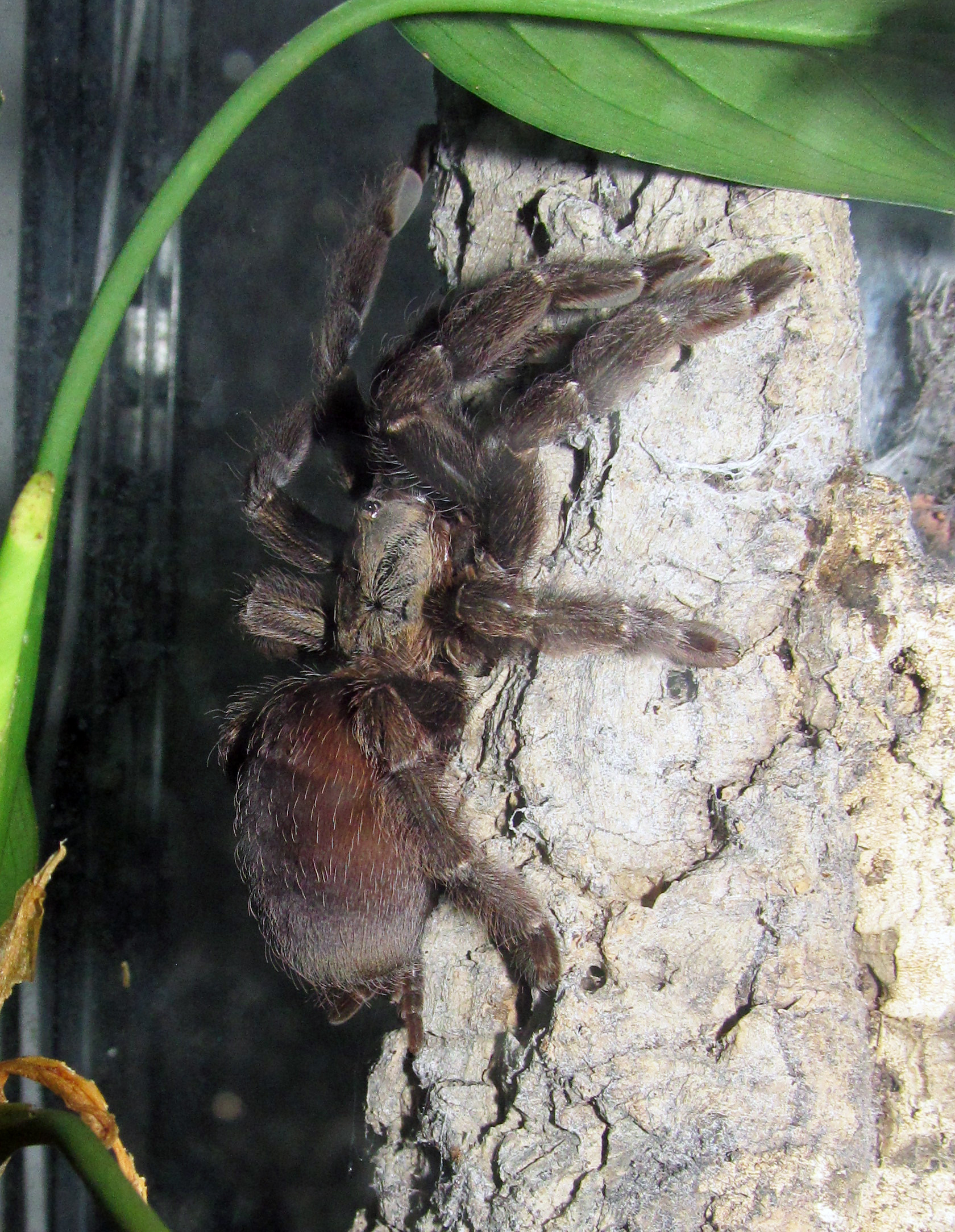
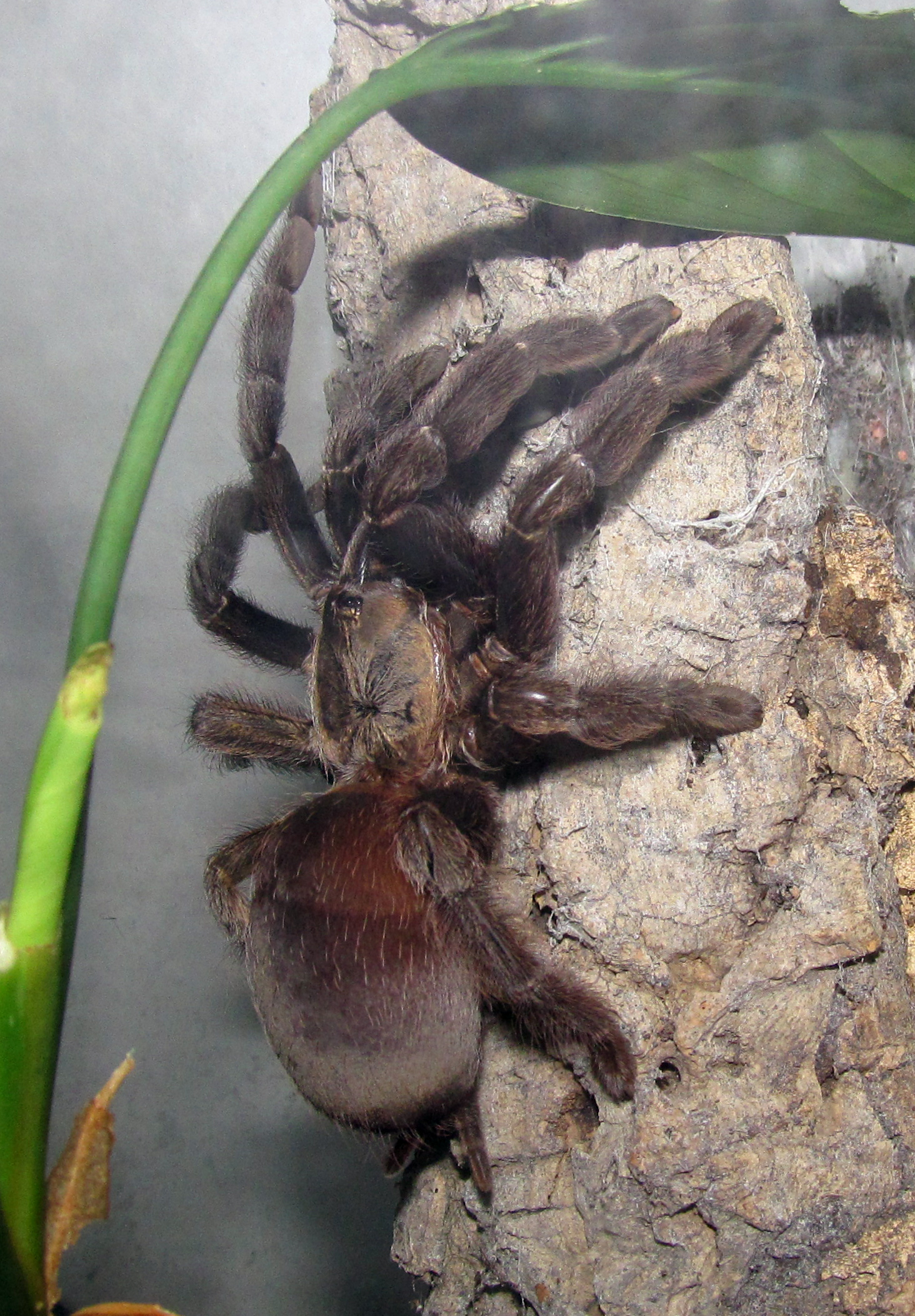
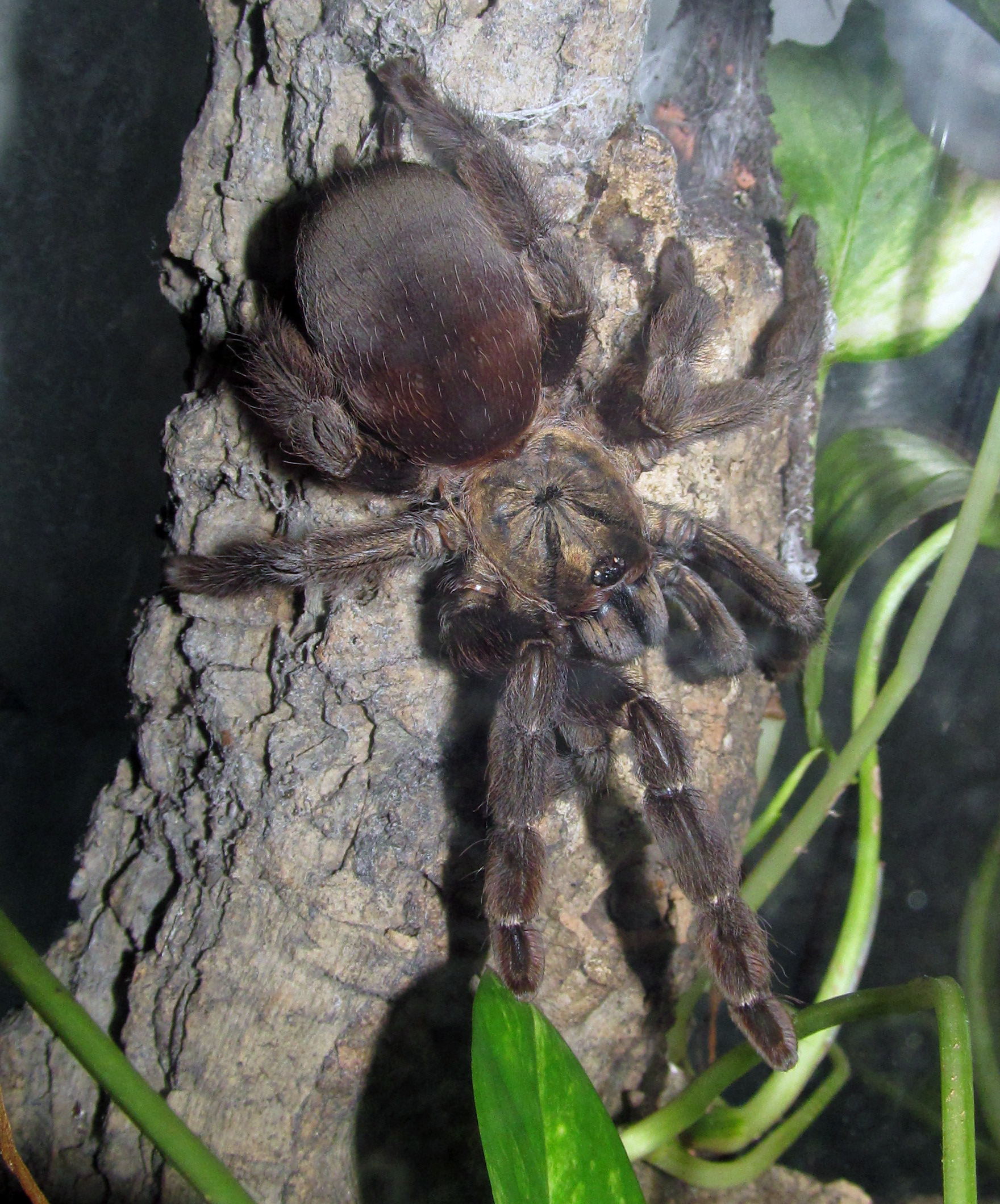